# Enrico Macchiavello
Enrico Macchiavello (Genova, 6 novembre 1974) è un animatore, artista e illustratore italiano, particolarmente noto per gli spot della birra Ceres.

## Biografia
Disegnatore e animatore, cresce artisticamente e professionalmente alla Scuola del Fumetto di Chiavari e all'Accademia ligustica di belle arti di Genova. Insieme a Gregorio Giannotta, a Silvano Galif e a Leonardo Montaruli è membro fondatore de La Fantomatica, società che fornisce servizi e prodotti grafici applicabili a vari media: editoria, web e broadcast.
Nel 2000 vince il Premio Andersen per il miglior prodotto multimediale per ragazzi. Allestisce scenografie per locali e partecipa a mostre sia in Italia che a all'estero, ma raggiunge la notorietà con gli spot pubblicitari e con il merchandising legati alla birra Ceres. Crea inoltre grafici e animazioni per CD multimediali e siti internet. Da diverse edizioni è la matita ufficiale della Mostra internazionale dei cartoonists di Rapallo. Nel 2008 realizza le illustrazione per la serie di carte Skifidol.
Sono svariati i fumetti che ha pubblicato negli ultimi anni. Tra i quali nel 2018 pubblica il fumetto Ragazzino va all'inferno GRRRz Comic Art Books, mentre nel 2021 esce il libro La versione del tardigrado improbabile, da lui illustrato, scritto da Barbascura X ed edito da De Agostini.